# Joe Whitney
Joseph "Joe" Whitney, född 6 februari 1988, är en amerikansk före detta professionell ishockeyspelare. Efter att ha spelat ishockey på college i Boston, spelade Whitney sin första AHL-match för Portland Pirates. De efterföljande fyra säsongerna spelade Whitney för seriekonkurrenten Albany Devils och fick också chansen att spela i NHL för New Jersey Devils.
Mellan 2015 och 2018 representerade Whitney fem olika klubbar i AHL: Bridgeport Sound Tigers, San Antonio Rampage, Tucson Roadrunners, Hartford Wolf Pack och Hershey Bears. I juli 2018 lämnade han Nordamerika för spel med Linköping HC i SHL, för vilka han spelade i två säsonger. Whitney avslutade karriären med två säsonger i den tyska klubben Iserlohn Roosters.

## Karriär

### 2007–2018: Spel i Nordamerika
Whitney påbörjade sin ishockeykarriär med Boston Jr. Eagles. Vid 19 års ålder började han studera på college och spelade där för Boston College Eagles i NCAA. Under sin första säsong vann Eagles mästerskapet och Whitney gjorde vad som skulle komma att bli sin poängmässigt främsta säsong i klubben. På 44 matcher stod han för 51 poäng (11 mål, 40 assist) och var den spelare som gjorde flest assist i hela ligan. Han blev dessutom uttagen till seriens "All-Rookie Team". Han spelade sedan ytterligare tre säsonger med Eagles och vann mästerskapet åter säsongen 2009/10.
Efter att ha spelat klart sin sista säsong med Eagles, skrev Whitney under ett try out-kontrakt med Portland Pirates den 8 april 2011. Han spelade endast en match för Pirates och noterades för en assistpoäng. I augusti 2011 meddelade Albany Devils att man skrivit ett avtal med Whitney. Den 8 oktober samma år spelade han sin första match för Devils och gjorde sedan sitt första mål i AHL, på Chad Johnson D, den 14 oktober i en 3–2-seger mot Connecticut Whale. Den 21 januari 2012 gjorde Whitney sitt första hat trick i AHL, alla tre målen föll i den första perioden i en 5–2-seger mot Springfield Falcons. Albany Devils missade slutspelet och med 44 poäng (15 mål, 29 assist) på 72 matcher vann Whitney lagets interna poäng- och assistliga. I slutet av september 2012 förlängde Whitney sitt avtal med Albany med ytterligare ett år. Laget missade åter slutspelet och precis som föregående säsong vann Whitney lagets interna poängliga. Han utökade sin poängproduktion denna säsong och stod för 51 poäng på 66 matcher. Han vann också lagets skytteliga med 26 gjorda mål.
I början av maj 2013 meddelades det att Whitney skrivit ett tvåårsavtal med NHL-klubben New Jersey Devils. Whitney lyckades dock inte ta någon plats i New Jersey och fortsatte således i farmarlaget Albany Devils. I början av 2014 blev han uppkallad till NHL och gjorde NHL-debut för Devils den 24 januari 2014. För tredje året i följd vann Whitney Albany Devils interna poängliga. På 73 noterades han för 53 poäng. Han blev under säsongens gång också uttagen att spela i AHL:s All Star-match.
Under sin andra säsong som kontrakterad för New Jersey Devils blev Whitney åter nedskickad till Albany Devils, där han gick in på sin fjärde säsong och utsågs till en av lagets assisterande lagkaptener. Totalt spelade han fyra NHL-matcher under säsongen och noterades för sitt första NHL-mål, på Jimmy Howard, då han öppnade målskyttet i en 1–3-förlust mot Detroit Red Wings den 31 december 2014. För fjärde året i följd vann Whitney Albany Devils interna poängliga och noterades för sin hittills bästa säsong i AHL, poängmässigt, då han stod för 60 poäng på 66 matcher. För andra året i följd blev han också uttagen till AHL:s All Star-match.

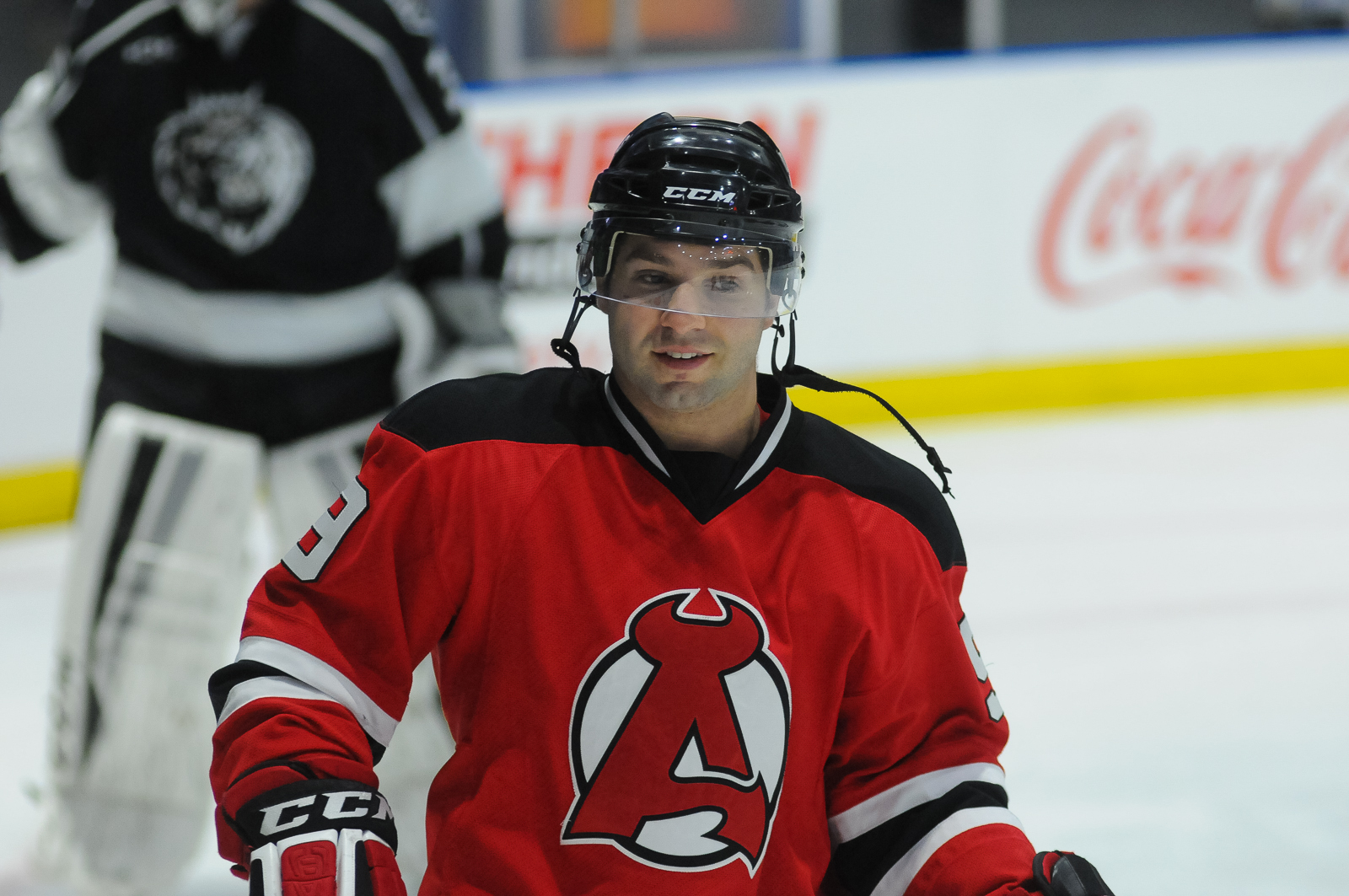
Whitney i januari 2015.

Inför säsongen 2015/16 skrev Whitney ett ettårsavtal med New York Islanders som free agent. Även denna säsong tillbringade han i farmarlaget i AHL – Bridgeport Sound Tigers. Whitney gjorde sitt första hat trick för klubben den 28 november 2015, i en 5–2-seger mot Hartford Wolf Pack. Han upprepade denna bedrift åtta dagar senare, mot samma motstånd, då Sound Tigers vann med 4–2. I mitten av januari 2016 blev Whitney skadad i en match mot Portland Pirates och missade återstoden av säsongen. På 36 matcher i grundserien stod han för 33 poäng, fördelat på 14 mål och 19 assist. Whitney blev under säsongen uttagen till ligans All Star-match, för tredje året i följd.
Den 2 juli 2016 meddelade Colorado Avalanche att man skrivit ett ettårsavtal med Whitney. Whitney lyckades inte ta en plats i laget och spelade istället för San Antonio Rampage i AHL under säsongen. Han utsågs till lagkapten, men blev i mars 2017 bortbytt av Avalanche till Arizona Coyotes, mot Brendan Ranford. Väl i Coyotes spelade han för klubbens farmarlag Tucson Roadrunners resterande del av säsongen. Den 6 september 2017 skrev Whitney på för Hartford Wolf Pack i AHL, där han så småningom utsågs till lagkapten. Whitney hann spela 40 matcher för Wolf Pack innan han den 9 februari 2018 blev bortbytt till Washington Capitals tillsammans med Adam Chapie, mot John Albert och Hubert Labrie. Whitney avslutade sedan säsongen med Capitals farmarlag Hershey Bears i AHL.

### 2018–2022: Flytt till Europa
Den 10 juli 2018 meddelade Linköping HC i SHL att man skrivit ett tvåårsavtal med Whitney. Den 15 september samma år gjorde Whitney SHL-debut i en 4–1-seger mot Timrå IK. I sin andra match, den 20 september samma månad, gjorde han sina två första mål i serien, på Felix Sandström, i en 5–1-seger mot HV71. Under sin första säsong i klubben var han lagets näst främsta målskytt, bakom Broc Little, med 14 gjorda mål. Han missade endast en match av grundserien och noterades för 29 poäng på 51 grundseriematcher. Säsongen 2019/20 slutade Whitney på andra plats i lagets interna poängliga. På 44 grundseriematcher stod han för 27 poäng, varav elva mål.
Den 27 november 2020 meddelades det att den tyska klubben Iserlohn Roosters i DEL skrivit ett ettårsavtal med Whitney. Whitney vann grundseriens poängliga i DEL med 45 poäng på 37 matcher. Dessutom slutade han på andra plats i skytteligan med 21 gjorda mål, bakom Trevor Parkes som gjorde två mål fler. I slutspelet slogs Roosters ut i kvartsfinalserien med 2–1 mot Eisbären Berlin. Den 28 april 2021 stod det klart att Whitney förlängt sitt avtal med klubben med ytterligare två säsonger. Säsongen 2021/22 misslyckades Roosters att ta sig till slutspel. Whitney slutade på andra plats i lagets interna skytteliga, bakom Casey Bailey, med 22 gjorda mål. Totalt noterades han för 38 poäng på 50 grundseriematcher. Trots ett år kvar på kontraktet med klubben, meddelades det den 15 juli 2022 att avtalet brutits och att Whitney avslutat sin spelarkarriär.

## Statistik
| 2007–08     | Boston College Eagles   | NCAA        | 44  | 11  | 40  | 51  | 50  | — | — | — | — | — |
| 2008–09     | Boston College Eagles   | NCAA        | 36  | 7   | 8   | 15  | 36  | — | — | — | — | — |
| 2009–10     | Boston College Eagles   | NCAA        | 42  | 17  | 28  | 45  | 61  | — | — | — | — | — |
| 2010–11     | Boston College Eagles   | NCAA        | 39  | 5   | 26  | 31  | 60  | — | — | — | — | — |
| 2010–11     | Portland Pirates        | AHL         | 1   | 0   | 1   | 1   | 0   | — | — | — | — | — |
| 2011–12     | Albany Devils           | AHL         | 72  | 15  | 29  | 44  | 36  | — | — | — | — | — |
| 2012–13     | Albany Devils           | AHL         | 66  | 26  | 25  | 51  | 32  | — | — | — | — | — |
| 2013–14     | Albany Devils           | AHL         | 73  | 22  | 31  | 53  | 34  | 4 | 1 | 0 | 1 | 0 |
| 2013–14     | New Jersey Devils       | NHL         | 1   | 0   | 0   | 0   | 0   | — | — | — | — | — |
| 2014–15     | Albany Devils           | AHL         | 66  | 23  | 37  | 60  | 64  | — | — | — | — | — |
| 2014–15     | New Jersey Devils       | NHL         | 4   | 1   | 0   | 1   | 0   | — | — | — | — | — |
| 2015–16     | Bridgeport Sound Tigers | AHL         | 36  | 14  | 19  | 33  | 29  | — | — | — | — | — |
| 2016–17     | San Antonio Rampage     | AHL         | 55  | 11  | 17  | 28  | 41  | — | — | — | — | — |
| 2016–17     | Tucson Roadrunners      | AHL         | 19  | 3   | 5   | 8   | 8   | — | — | — | — | — |
| 2017–18     | Hartford Wolf Pack      | AHL         | 40  | 9   | 10  | 19  | 16  | — | — | — | — | — |
| 2017–18     | Hershey Bears           | AHL         | 22  | 5   | 9   | 14  | 16  | — | — | — | — | — |
| 2018–19     | Linköping HC            | SHL         | 51  | 14  | 15  | 29  | 34  | — | — | — | — | — |
| 2019–20     | Linköping HC            | SHL         | 44  | 11  | 16  | 27  | 12  | — | — | — | — | — |
| 2020–21     | Iserlohn Roosters       | DEL         | 37  | 21  | 24  | 45  | 22  | 3 | 1 | 1 | 2 | 0 |
| 2021–22     | Iserlohn Roosters       | DEL         | 50  | 22  | 16  | 38  | 24  | — | — | — | — | — |
| AHL totalt  | AHL totalt              | AHL totalt  | 450 | 128 | 183 | 311 | 276 | 4 | 1 | 0 | 1 | 0 |
| NCAA totalt | NCAA totalt             | NCAA totalt | 161 | 40  | 102 | 142 | 207 | — | — | — | — | — |
| SHL totalt  | SHL totalt              | SHL totalt  | 95  | 25  | 31  | 56  | 46  | — | — | — | — | — |
| NHL totalt  | NHL totalt              | NHL totalt  | 5   | 1   | 0   | 1   | 0   | — | — | — | — | — |